# Cantó de Tuèits

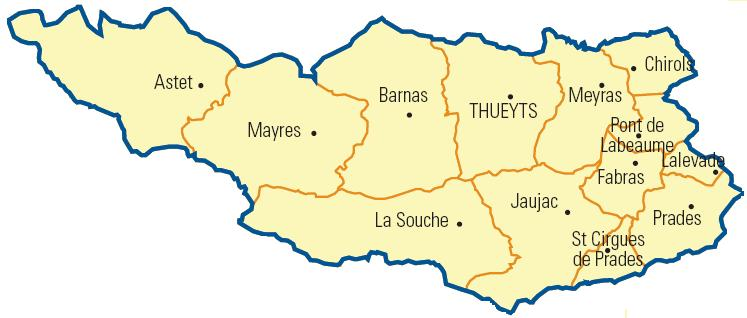
Comunes del cantó

El cantó de Tuèits és un cantó francès del departament de l'Ardecha, situat al districte de L'Argentièira. Té 13 municipis i el cap és Tuèits.

## Municipis
- Astet
- Barnas
- Chirols
- Fabras
- Jaujac
- La Levada
- Maires
- Mairàs
- Pont-de-Labeaume
- Pradàs
- Saint-Cirgues-de-Prades
- La Souche
- Tuèits

## Història
| Data d'elecció                           | Identitat       | Partit        | Qualitat |
| ---------------------------------------- | --------------- | ------------- | -------- |
| 1945-1958                                | Édouard Froment | SFIO          |          |
| 1958-1964                                | M. Coudène      | centrista     |          |
| 1964-1973                                | M. Delenne      | PCF           |          |
| 1973-1976                                | M. Marcoux      | Divers droite |          |
| 1976-1982                                | René Vidal      | PCF           |          |
| 1982-1994                                | Jean Moulin     | UDF-CDS       |          |
| 1994-                                    | Gérard Bruchet  | Divers gauche |          |
| les dades anteriors no són pas conegudes |                 |               |          |
|                                          |                 |               |          |

| 1962  | 1968  | 1975  | 1982  | 1990  | 1999  | 2007  |
| ----- | ----- | ----- | ----- | ----- | ----- | ----- |
| 6.647 | 7.156 | 7.031 | 6.730 | 6.536 | 6.682 | 7.622 |